# 优卑亚山脉
优卑亚山脉 (Euboea Montes)是木星的卫星—木卫一上的一座山脉，它位于北纬48.89度、西经338.77度处，高约10.5±1公里，形成于倾斜隆起的地块，随后被一次大规模的山体崩塌所改造。

## 地质特征
优卑亚山脉外观大体呈橄榄状(175公里×240公里)，坐落克雷德尼火山口以东约40公里处，高约 10.5公里，一道弯曲的山脊把优卑亚山脉分为两个部分：南侧坡陡峭险峻，表面凹凸崎岖，分布有馒状的突起；北侧坡较为平整并向西北倾斜约6°，在北侧坡山脚堆积着一层厚厚的、边缘呈圆形的脊状沉积物。

## 构造的形成与滑坡
申克(Schenk)和布尔默(Bulmer)利用他们对旅行者1号图像的观察以及根据图像生成的数字高程图的高度测量和地球上类似的结构，描述了优卑亚山脉的特征。根据他们的说法，该座山脉是一块地壳物质，由于它的多边形性，其形状保持相对完整。该地壳块受逆冲断层作用向上倾斜约6°，这一抬升导致了北侧山体的大规模滑坡。
这种情况直接与木卫一地壳的回收有关，当新的物质被推到它们上面时，旧的地壳碎块被迫下沉，这种古老的火山地壳层在下沉时受到侧向挤压。申克和布尔默认为，通过大型地块体的逆冲断层和隆起，至少部分缓解了木卫一上这种全球性的挤压。地球上也存在类似的机制，例如位于美国南达科他州西南的黑山。
申克和布尔默鉴定了优卑亚山脉附近可能的滑坡岩屑堆，北侧坡底的厚层堆积物被解释为形成于山坡崩塌，进一步指出了北侧的形状为斜坡崩塌的证据，并估计岩屑堆体积约有2500公里3。如果情况确属如此，那么优卑亚山脉无疑是太阳系中最大的岩屑堆之一，其大小类似于火星水手谷中、奥林帕斯山周边或地球上海底滑坡所形成的堆积。

## 另请参阅
- 太阳系最高山峰列表